# رضاآباد (یوسف‌وند)
رضاآباد یک روستا در ایران است که در دهستان یوسف‌وند شهرستان سلسله در استان لرستان واقع شده‌است.

## جمعیت
این روستا در بخش مرکزی شهرستان سلسله قرار دارد و براساس سرشماری مرکز آمار ایران در سال ۱۳۸۵، جمعیت آن ۳۸ نفر (۸ خانوار) بوده‌است.